# Dirk Helbing
Dirk Helbing (* 19. Januar 1965 in Aalen, Deutschland) ist ein deutscher Physiker und Soziologe.
Er ist Professor am Department für Geistes-, Sozial- und Politikwissenschaften der ETH Zürich sowie Mitglied des Informatikdepartments. Im Januar 2014 erhielt Helbing die Ehrendoktorwürde der Technischen Universität Delft (TU Delft). Seit Juni 2015 war er überdies für einige Jahre assoziierter Professor an der Fakultät für Technik, Politik und Management an der Technischen Universität Delft, wo er die Doktorandenschule „Engineering Social Technologies for a Responsible Digital Future“ betreute.

## Leben und Wirken
Dirk Helbing studierte Physik und Mathematik an der Universität Göttingen. Mit seiner Diplomarbeit initiierte er den Bereich der Fußgängermodellierung und -simulation. Er promovierte und habilitierte in Theoretischer Physik bei Wolfgang Weidlich an der Universität Stuttgart. Mit seiner Doktorarbeit aus dem Jahre 1992 und seiner Habilitationsschrift aus dem Jahre 1996 half er, die Bereiche der Sozio-, Econo- und Verkehrsphysik mit aufzubauen. Er war überdies Mitbegründer der Sektion Physik sozio-ökonomischer Systeme der Deutschen Physikalischen Gesellschaft (DPG). Als Gastwissenschaftler an der Universität Tel Aviv und dem Weizmann-Institut in Israel, der Eötvös-Universität in Budapest und Xerox PARC in Kalifornien konzentrierte er sich auf verschiedene komplexe Systeme – von der Selbstorganisation von Fußgängern über Massenpaniken und Staus sowie Bakterienmustern bis hin zu La-Ola-Wellen. An der Technischen Universität Dresden war er Geschäftsführender Direktor des Instituts für Wirtschaft und Verkehr, arbeitete an Verkehrsassistenzsystemen (d. h. frühen selbstfahrenden Fahrzeugen) und einem selbstorganisierten Ampelsteuerungssystem, das patentiert wurde. Er entdeckte, dass viele Massenpaniken durch ein Phänomen namens Crowd-Turbulenz verursacht werden und arbeitete an Möglichkeiten, Katastrophen zu reduzieren und wirksamer zu bekämpfen. Als Professor für Soziologie an der ETH Zürich forschte er im Bereich evolutionäre Spieltheorie und agentenbasierte Computersimulation sozialer Prozesse und Phänomene.
Die Arbeit von Helbing ist durch zahlreiche Publikationen und Medienberichte dokumentiert, darunter in Nature, Science und PNAS. Im Jahr 2012 gewann er den Idee Suisse Award. Er war Gründer des Kompetenzzentrums für Krisenbewältigung in komplexen sozio-ökonomischen Systemen (CCSS), sowie Mitbegründer des Entscheidungslabors (DeSciL), des Risk Center, des Kompetenzzentrums Citizen Science, und des Hubs for Ethics and Technology in Zürich, ebenso des Blockchain Labs in Delft. Während der Koordination der FuturICT-Initiative half er, die Datenwissenschaft und die Computational Social Science in Europa sowie die globale Systemwissenschaft zu entwickeln.
Im November 2015 war Helbing einer von neun Autoren eines Digital-Manifests mit der Überschrift „Digitale Demokratie statt Datendiktatur“, das in der Zeitschrift Spektrum der Wissenschaft veröffentlicht wurde.
Helbing wurde zum Mitglied der Deutschen Akademie der Wissenschaften der Leopoldina und der Weltakademie für Kunst und Wissenschaft gewählt. Kurzfristig arbeitete er auch für das World Economic Forum im Rahmen des Global Agenda Councils für komplexe Systeme. Er war Mitglied der externen Fakultät des Santa Fe Instituts und gehört heute der externen Fakultät des Complexity Science Hub Vienna an.  Auch saß er in den Boards des Global Brain Instituts in Brüssel und des Internationalen Zentrums für Erdsimulation in Genf. Er war überdies mehrfach Mitglied von staatlichen und akademischen Wissenschaftsausschüssen, die sich mit der digitalen Transformation unserer Gesellschaft befassen.

## Publikationen (Auswahl)
- Stochastische Methoden, nichtlineare Dynamik und quantitative Modelle sozialer Prozesse. Shaker, Aachen 1993, ISBN 3-86111-547-6.
- Verkehrsdynamik: neue physikalische Modellierungskonzepte. Springer, Berlin 1997, ISBN 3-540-61927-5.
- Managing complexity: insights, concepts, applications. Springer, Heidelberg 2008, ISBN 978-3-540-75260-8.
- Next Civilization: Digital Democracy and Socio-ecological Finance. How to Avoid Dystopia and Upgrade Society by Digital Means. 2. Auflage. Springer Nature, Cham 2021, ISBN 978-3-030-62329-6.